# Trilspinnen
Trilspinnen of kelderspinnen (Pholcidae) zijn een familie van spinnen bestaande uit 1084 soorten in 84 geslachten.

## Kenmerken
Het lichaam is klein (2 tot 10 mm) in vergelijking met de zeer lange poten (tot 50 mm). De kleur is grijs, groen of bruin. Ze hebben 2 groepen van 3 ogen met daar tussenin nog een paar. Een aantal grotbewonende soorten is blind. De lichaamslengte varieert van 3 tot 14 mm. De buigzame tarsi (pooteinden) hebben talrijke schijnbare geledingen.
Vanwege de lange poten verwarren leken de trilspinnen soms met de hooiwagens of de langpootmuggen. Echter, hooiwagens behoren wel tot de klasse van de spinachtigen, maar het zijn geen spinnen. Langpootmuggen behoren tot de insecten, een heel andere klasse.

## Leefwijze
De spin heet trilspin omdat hij sterk gaat trillen (eigenlijk heel snel ronddraaien) als hij een aanvaller vermoedt. De mogelijke predator ziet dan alleen nog maar een wazige schim en kan niet meer goed aanvallen.
Trilspinnen maken onregelmatige webben. Een gevangen prooi wordt razendsnel in spinrag gewikkeld en daarna pas gebeten.

## Voortplanting
Het vrouwtje van de trilspin gebruikt nauwelijks spinsel voor haar eicocon. Een paar draden houden de eieren losjes bij elkaar. Ze draagt de vaalroze eieren tussen haar kaken, en kan in die tijd niet eten.

## Geslachten
- Aetana Huber, 2005
- Anansus Huber, 2007
- Anopsicus Chamberlin & Ivie, 1938
- Apokayana Huber, 2018
- Arenita Huber & Carvalho, 2019
- Arnapa Huber, 2019
- Artema Walckenaer, 1837
- Aucana Huber, 2000
- Aymaria Huber, 2000
- Belisana Thorell, 1898
- Blancoa Huber, 2000
- Boconita Huber, 2020
- Buitinga Huber, 2003
- Calapnita Simon, 1892
- Canaima Huber, 2000
- Cantikus Huber, 2018
- Carapoia González-Sponga, 1998
- Cenemus Saaristo, 2001
- Changminia Yao & Li, 2022
- Chibchea Huber, 2000
- Chisosa Huber, 2000
- Ciboneya Pérez, 2001
- Coryssocnemis Simon, 1893
- Crossopriza Simon, 1893
- Enetea Huber, 2000
- Galapa Huber, 2000
- Gertschiola Brignoli, 1981
- Giloloa Huber, 2019
- Guaranita Huber, 2000
- Hantu Huber, 2016
- Holocneminus Berland, 1942
- Holocnemus Simon, 1873
- Hoplopholcus Kulczyński, 1908
- Ibotyporanga Mello-Leitão, 1944
- Ixchela Huber, 2000
- Kairona Huber & Carvalho, 2019
- Kambiwa Huber, 2000
- Kelabita Huber, 2018
- Khorata Huber, 2005
- Kintaqa Huber, 2018
- Leptopholcus Simon, 1893
- Litoporus Simon, 1893
- Magana Huber, 2019
- Maghreba Huber, 2022
- Mecolaesthus Simon, 1893
- Meraha Huber, 2018
- Mesabolivar González-Sponga, 1998
- Metagonia Simon, 1893
- Micromerys Bradley, 1877
- Micropholcus Deeleman-Reinhold & Prinsen, 1987
- Modisimus Simon, 1893
- Muruta Huber, 2018
- Nerudia Huber, 2000
- Ninetis Simon, 1890
- Nipisa Huber, 2018
- Nita Huber & El-Hennawy, 2007
- Nyikoa Huber, 2007
- Ossinissa Dimitrov & Ribera, 2005
- Otavaloa Huber, 2000
- Paiwana Huber, 2018
- Panjange Deeleman-Reinhold & Deeleman, 1983
- Papiamenta Huber, 2000
- Paramicromerys Millot, 1946
- Pehrforsskalia Deeleman-Reinhold & van Harten, 2001
- Pemona Huber, 2019
- Pholcitrichocyclus Ceccolini & Cianferoni, 2022
- Pholcophora Banks, 1896
- Pholcus Walckenaer, 1805
- Physocyclus Simon, 1893
- Pinoquio Huber & Carvalho, 2022
- Pisaboa Huber, 2000
- Pomboa Huber, 2000
- Pribumia Huber, 2018
- Priscula Simon, 1893
- Psilochorus Simon, 1893
- Quamtana Huber, 2003
- Saciperere Huber & Carvalho, 2019
- Savarna Huber, 2005
- Smeringopina Kraus, 1957
- Smeringopus Simon, 1890
- Spermophora Hentz, 1841
- Spermophorides Wunderlich, 1992
- Stenosfemuraia González-Sponga, 1998
- Stygopholcus Kratochvíl, 1932
- Systenita Simon, 1893
- Tainonia Huber, 2000
- Tangguoa Yao & Li, 2021
- Teranga Huber, 2018
- Tibetia Zhang, Zhu & Song, 2006
- Tissahamia Huber, 2018
- Tolteca Huber, 2000
- Tupigea Huber, 2000
- Uthina Simon, 1893
- Wanniyala Huber & Benjamin, 2005
- Waunana Huber, 2000
- Wugigarra Huber, 2001
- Zatavua Huber, 2003

## Taxonomie
- Zie Lijst van trilspinnen voor een volledig overzicht.

## Soorten in België
De volgende trilspinnen komen in België voor:
- Crossopriza lyoni (Gepunte tropentrilspin)
- Holocnemus pluchei (Marmertrilspin)
- Pholcus opilionoides (Nistrilspin)
- Pholcus phalangioides (Grote trilspin of Hooiwagenspin)
- Psilochorus simoni (Kleine trilspin)
- Spermophora senoculata (Kogeltrilspin)

## Soorten in Nederland
De volgende trilspinnen komen in Nederland voor:
- Pholcus phalangioides (Grote trilspin)
- Psilochorus simoni (Kleine trilspin)
- Smeringopus pallidus